# Arnobi el Vell
Arnobi el Vell (segles III-IV) va ser un mestre de retòrica a Sicca Veneria (Àfrica) i un somni el va animar a abraçar el cristianisme del que fins llavors era un declarat opositor. Va escriure un treball contra els pagans en set llibres que es conserva en part (Libri septem adversus Gentes) i s'hauria escrit vers el 303 o 304.

## Dades biogràfiques
A partir de l'obra de Jeroni d'Estridó sabem que Arnobi procedia de Numídia i que, abans de la seva conversió al cristianisme, s'havia distingit com a retòric a Sicca Veneria (actualment El Kef, Tunísia), que aleshores era una ciutat amb una gran comunitat cristiana. La seva conversió al cristianisme va ser deguda, en part, a un somni premonitori que va tenir. No obstant, Arnobi acostumava a escriure despectivament sobre el contingut dels somnis, cosa que ens dona una idea de l'impacte que li devia causar aquella visió. Segons Jeroni, per desfer els dubtes del bisbe sobre la sinceritat de la seva conversió, va escriure cap a l'any 303 un llibre apologètic sobre el cristianisme.
Per la seva fama adquirida a Sicca, de vegades se l'anomena "Arnobi de Sicca" i de vegades "Arnobi el vell" per tal de distingir-lo d'un altre cèlebre Arnobi que va viure al segle v.
Sabem, també per Jeroni d'Estridó, que va tenir com a deixeble a Lactanci.

## Obra
A l'obra en defensa de la fe cristiana que va escriure Arnobi, Jeroni l'anomena Adversus Gentes, però en realitat el seu títol és Adversus Nationes. Dels set llibres que constava aquesta obra, només n'ha sobreviscut un manuscrit del segle ix.
En aquell temps l'emperador Dioclecià (284-305) estava sotmetent la població cristiana a persecució basada en uns arguments que qualificaven aquesta religió de maligna. Arnobi va voler refutar aquests arguments amb el seu llibre fent servir tota la seva traça verbal. L'opinió que tenen els historiadors moderns és que el llibre no va ser adulterat amb afegits del bisbe, com acostumaven a fer en aquell temps quan revisaven els escrits sobre cristianisme, i que és, en definitiva, l'obra d'un entusiasta nou convers. Sobre el seu estil s'ha dit que és un «practicant de l'estil bast i directe dels africans», més preocupat per la defensa de la fe cristiana que en mantenir una perfecta ortodòxia en els seus postulats. S'havia acusat a les persones que havien abandonat les creences en els antics déus de Roma per la nova fe cristiana, d'haver portar la ira d'aquells déus; per tant, ell sosté que aquells déus si que devien existir però estarien subordinats al déu suprem cristià. Amb un cert gnosticisme afirma que l'ànima humana no és obra de Déu, sinó d'un ésser intermedi i que no és immortal per natura, sinó capaç d'incorporar la immortalitat en la seva essència com una gràcia atorgada per Déu. Arnobi no cita noms quan parla dels adversaris pagans, alguns semblen retratats per descriure un prototip de persona que queda en mal lloc comparat amb la rectitud dels qui defensen el monoteisme i la fe cristiana, aquests darrers són per a ell deus princeps, deus summus ("els prínceps del déu suprem"). Per defensar la divinitat de Jesús, basa el seu raonament en la rapidesa amb què s'havia escampat la nova fe i en com havia influït en els bàrbars i la seva acceptació pels millors filòsofs. Ell diu que la fe cristiana encaixa amb les teories de Plató. Arnobi justifica el rebuig a la idolatria pagana per estar plena de contradiccions i per defensar la immoralitat. Per demostrar això, des del llibre III fins al V fa un recull d'informació a partir de fonts fiables, com ara Cornelius Labeo, on narra els ritus i costums dels romans relacionats amb la seva religió, que finalment ridiculitza. Per això Arnobi ha estat reconegut com a font d'estudi per als historiadors interessats en el coneixement de l'antiga religió romana.
A París es guarda un manuscrit del segle ix del Adversus nationes i una còpia a Brussel·les. El manuscrit francès també conté una obra de Marc Minuci Fèlix titulada Octavius.